# Selo imeni Poliny Osipenko
Selo imeni Poliny Osipenko, letteralmente: Villaggio intitolato a Polina Osipenko (in russo Село имени Полины Осипенко?) è un villaggio della Russia, situato nel Territorio di Chabarovsk. È il centro amministrativo del distretto Rajon imeni Poliny Osipenko.
Si trova sulle rive del fiume Amgun', a nord- di Chabarovsk. Porta il nome dell'aviatrice sovietica Polina Denisovna Osipenko.